# Elecciones generales de Bolivia de 1980
Las elecciones presidenciales bolivianas de 1980 se realizaron el domingo 29 de junio de 1980. Como ningún candidato obtuvo más de la mitad de los votos, correspondió al Congreso Nacional elegir al presidente entre los candidatos más votados. Hernán Siles Zuazo fue elegido presidente, pero un golpe de Estado impidió que asumiera, lo que consiguió sólo el 10 de octubre de 1982.
A pesar de la “sugerencia” de los militares de postergar las elecciones por un año más, éstas se llevaron a cabo en la fecha prevista. Sin embargo, los resultados no permitieron la elección inmediata de un presidente. El 17 de julio de 1980 el general Luis García Meza, que en abril de ese año había sido ratificado como Comandante del Ejército a pesar de haber participado en el golpe de noviembre de 1979, lideró un golpe de Estado, al que se denominó “Gobierno de Reconstrucción Nacional”. Enfrentado protestas sociales encarnadas en bloqueos de caminos y huelgas generales, aislado del contexto internacional y repudiado por algunos militares, el “Gobierno de Reconstrucción Nacional” se sostuvo apenas por poco más de un año. El 4 de agosto de 1981 una junta militar triunviral compuesta por los comandantes de las tres fuerzas militares asumió el poder ejecutivo.
Los candidatos elegidos en la elección de 1980 no pudieron asumir sus cargos debido al golpe de Estado del 17 de julio de 1980 encabezado por Luis García Meza. Recién pudieron hacerlo el 6 de octubre de 1982, cuando se reunieron para elegir al primer gobierno después del retorno de la democracia.
En octubre de 1982 se cerró el período de gobiernos militares con la llegada de Hernán Siles Zuazo a la presidencia. Siles había obtenido la primera mayoría en las elecciones de 1979 pero no la mayoría parlamentaria. Su gobierno se caracterizó por una nítida intención de afianzar la todavía frágil democracia, por el bloqueo parlamentario que sufrieron constantemente sus iniciativas, por un exceso de demandas sociales insatisfechas y por una aguda crisis económica. Estos hechos condujeron a que el período que debía durar cuatro años fuera acortado a menos de tres. Se convocaron a nuevas elecciones para julio de 1985, para estas elecciones se estableció que cada ciudadano emitiría un solo voto para elegir presidente y vicepresidente (por mayoría absoluta), diputados (por cociente simple), senadores (por mayoría y minoría) y alcaldes municipales (por mayoría relativa).

## Sistema electoral[2]

#### Circunscripciones electorales en 1980
La Ley Electoral de 1980 mantuvo en 3 el número de senadores en las circunscripciones departamentales, haciendo un total de 27 miembros en la Cámara Alta. Para la Cámara de Diputados se estableció un número de 130 diputados (cifra constitucionalizada en las reformas electorales de 1994 y 1995 e incluida en la actual Constitución).

#### Fórmula electoral
Se estableció que los tres senadores departamentales serían elegidos “por el sistema de lista incompleta y mayoría simple de votos; dos por mayoría y uno por minoría” (Art. 153). En cuanto a la Cámara de Diputados la forma de distribución de escaños fue la misma que la definida para las elecciones de 1979.

#### Forma de voto
En 1980 se confirmó la adopción de la papeleta única multicolor y multisigno (Arts. 104-108). En esas elecciones los ciudadanos debían emitir un solo voto para todos los cargos: presidente, vicepresidente, senadores y diputados. El conteo de los resultados en las mesas electorales no era definitivo; se establecieron “mesas computadoras” departamentales, que aunque no podían modificar los resultados consignados en las actas de mesa, contaban con la facultad de anularlas. No existía la repetición de voto en las mesas observadas.

## División electoral
Para esta elección se mantuvo la regla presente en las elecciones de 1979, en las que cada departamento elegiría tres senadores. Sin embargo, el número de diputado por departamentos fue modificado, quedando de la siguiente manera:
| Departamento | Senadores | Diputados |
| ------------ | --------- | --------- |
| Chuquisaca   | 3         | 13        |
| La Paz       | 3         | 28        |
| Cochabamba   | 3         | 18        |
| Oruro        | 3         | 10        |
| Potosí       | 3         | 19        |
| Tarija       | 3         | 9         |
| Santa Cruz   | 3         | 17        |
| Beni         | 3         | 9         |
| Pando        | 3         | 7         |
| Total        | 27        | 130       |

## Campaña
Se formaron varias alianzas para la elección:
Se presentaron 13 candidaturas, de las cuales algunas ya habían participado en las elecciones anteriores (ADN, MITKA, MNR, PS-1, PUB, UDP). Además de Víctor Paz y Hernán Siles, otros tres importantes dirigentes de la Revolución Nacional presentaron propuestas propias: Wálter Guevara (distanciado del MNR porque algunos de sus militantes apoyaron el golpe de noviembre de 1979), Guillermo Bedregal (uno de esos militantes) y Juan Lechín (líder histórico del sindicalismo minero).
| Alianza                                                      | Partidos                                              |
| ------------------------------------------------------------ | ----------------------------------------------------- |
| Unidad Democrática y Popular (UDP)                           | Partido Comunista de Bolivia                          |
| Unidad Democrática y Popular (UDP)                           | Movimiento Nacionalista Revolucionario de Izquierda   |
| Unidad Democrática y Popular (UDP)                           | Movimiento Popular de Liberación Nacional             |
| Unidad Democrática y Popular (UDP)                           | Movimiento de Izquierda Revolucionaria                |
| Unidad Democrática y Popular (UDP)                           | Partido Socialista–Atahuichi                          |
| Unidad Democrática y Popular (UDP)                           | Vanguardia Obrera                                     |
| Movimiento Nacionalista Revolucionario–Alianza (MNR-A)       | Partido Comunista de Bolivia (Marxista–Leninista)     |
| Movimiento Nacionalista Revolucionario–Alianza (MNR-A)       | Movimiento Nacionalista Revolucionario de Izquierda-1 |
| Movimiento Nacionalista Revolucionario–Alianza (MNR-A)       | Movimiento Nacionalista Revolucionario                |
| Frente Democrático Revolucionario–Nueva Alternativa (FDR-NA) | Partido Demócrata Cristiano                           |
| Frente Democrático Revolucionario–Nueva Alternativa (FDR-NA) | Alianza de la Izquierda Nacional                      |
| Frente Democrático Revolucionario–Nueva Alternativa (FDR-NA) | Ofensiva de la Izquierda Democrática                  |
| Frente Democrático Revolucionario–Nueva Alternativa (FDR-NA) | Partido Socialista–Aponte                             |

## Resultados
La votación, nuevamente, fue favorable a la UDP de Hernán Siles Zuazo, que obtuvo el 38,7% de los votos válidos, pero la composición del parlamento no expresaba ninguna mayoría clara. Los resultados prefiguraron algunas tendencias de lo que serían las elecciones posteriores: grosso modo, una mayor votación por los partidos de izquierda en el occidente del país y una mayor votación por la derecha en los departamentos orientales. Las dos únicas mayorías absolutas en departamentos correspondieron a la UDP en La Paz, y al MNR en Pando. Tanto la UDP como el PS-1, de tendencia izquierdista, lograron sus mejores desempeños en el occidente; mientras FSB y ADN tuvieron mayor éxito en el oriente.
|                         |                                                |                                                                                |           |        |           |           |
| Candidatos              | Candidatos                                     | Partido                                                                        | Votos     | %      | Diputados | Senadores |
|                         | Hernán Siles Zuazo Jaime Paz Zamora            | Unidad Democrática y Popular                                                   | 507 173   | 38,74  | 47        | 10        |
|                         | Víctor Paz Estenssoro Ñuflo Chávez Ortiz       | Movimiento Nacionalista Revolucionario–Alianza                                 | 263 706   | 20,15  | 34        | 10        |
|                         | Hugo Banzer Suárez Jorge Tamayo Ramos          | Acción Democrática Nacionalista                                                | 220 309   | 16,83  | 24        | 6         |
|                         | Marcelo Quiroga Santa Cruz José María Palacios | Partido Socialista-1                                                           | 113 959   | 8,71   | 10        | 1         |
|                         | Luis Adolfo Siles Salinas Benjamín Miguel Harb | Frente Democrático Revolucionario–Nueva Alternativa                            | 39 401    | 3,01   | 5         |           |
|                         | Walter Guevara Arze Flavio Machicado Saravia   | Partido Revolucionario Auténtico                                               | 36 443    | 2,78   | 3         |           |
|                         | Guillermo Bedregal Gutiérrez Miguel Trigo      | Movimiento Nacionalista Revolucionario Unido– Movimiento de Izquierda Nacional | 24 542    | 1,87   | 2         |           |
|                         | Carlos Valverde Barbery Enrique Riveros Tejada | Falange Socialista Boliviana                                                   | 21.372    | 1,63   | 3         |           |
|                         | Roberto Jordán Pando Edmundo Roca              | Alianza de las Fuerzas de Izquierda Nacionalistas del MNR                      | 17 150    | 1,31   |           |           |
|                         | Constantino Lima Chávez Honorato Sánchez       | Movimiento Revolucionario Túpac Katari de Liberación-1                         | 17 023    | 1,30   | 1         |           |
|                         | Walter Gonzáles Valda Norma Vespa              | Partido de la Unión Boliviana                                                  | 16 380    | 1,25   |           |           |
|                         | Luciano Tapia Quisbert Eufronio Vélez Magne    | Movimiento Revolucionario Túpac Katari de Liberación                           | 15 852    | 1,21   | 1         |           |
|                         | Juan Lechín Oquendo Aníbal Aguilar Peñarrieta  | Partido Revolucionario de la Izquierda Nacionalista                            | 15 724    | 1,20   |           |           |
| Votos válidos           | Votos válidos                                  | Votos válidos                                                                  | 1 309 034 | 65,31  |           |           |
| Votos en blanco         | Votos en blanco                                | Votos en blanco                                                                | 98 203    | 6,59   |           |           |
| Votos nulos             | Votos nulos                                    | Votos nulos                                                                    | 82 247    | 5,52   |           |           |
| Total de votos emitidos | Total de votos emitidos                        | Total de votos emitidos                                                        | 1 489 484 | 74,32  | 130       | 27        |
| Inscritos               | Inscritos                                      | Inscritos                                                                      | 2 004 284 | 100,00 |           |           |
| Abstención              | Abstención                                     | Abstención                                                                     | 514 800   | 25,68  |           |           |
| Fuente: Nohlen.         |                                                |                                                                                |           |        |           |           |

### Posterior a la elección
El Congreso Nacional debía elegir al nuevo presidente entre las tres primeras mayorías luego de que ningún candidato obtuviera más del 50% de los votos. Este proceso debía ser realizado el 6 de agosto de 1980; sin embargo, 17 de julio ocurrió un golpe de Estado encabezado por el general Luis García Meza. Tras la huelga general que dejó al país prácticamente al borde de la guerra civil el 17 de septiembre de 1982, el gobierno militar decidió restituir al Congreso electo en 1980, y el poder legislativo decidió el 23 de septiembre revalidar la elección presidencial de 1980, produciéndose la votación el 5 de octubre, fecha en la que Hernán Siles Zuazo fue elegido presidente de Bolivia. Asumió su cargo el 10 de octubre.

### Confirmación por el Congreso (5 de octubre de 1982)
| Candidato presidencial | Candidato presidencial    | Partidos   | Votos |
| ---------------------- | ------------------------- | ---------- | ----- |
|                        | Hernán Siles Zuazo (MNRI) | UDP, MNR-A | 113   |
|                        | Hugo Banzer (ADN)         | ADN        | 29    |
| Votos inválidos        | Votos inválidos           |            | 4     |
| No votaron             | No votaron                |            | 11    |
| Total                  | Total                     | Total      | 157   |
| Fuente: Iriarte.       |                           |            |       |

### Análisis
La transición no se debió a una decisión libre y coordinada de los militares de retornar a sus cuarteles. De hecho hubo discrepancias en la cúpula de las Fuerzas Armadas sobre cuándo y cómo devolver el mando de la nación a los civiles; se dieron golpes de Estado para acelerar la devolución, como el del general Padilla, en 1978, y para cancelarla, como el de García Meza, en 1980. El proceso se dio en un contexto internacional favorable a la democratización (el gobierno estadounidense de Jimmy Carter era uno de sus promotores) y también fue consecuencia de una serie incesante de movilizaciones sociales que reclamaban el derecho de elegir a los gobernantes y representantes y que no decayeron durante varios años a pesar de la represión. Por esta última razón, la realización de elecciones fue vista por algunas de las principales organizaciones sociales del país como una conquista. Ése es otro de los rasgos importantes que terminó adoptando el sistema electoral boliviano: las elecciones y la manera en que se realizan no solamente influyen en la política sino que son parte y consecuencia de la lucha que se da en terrenos institucionales y no institucionales.